# Křesťanskodemokratická strana (Chile)
Křesťanskodemokratická strana, zkráceně PDC, (španělsky Partido Demócrata Cristiano) je parlamentní křesťansko-demokratická politická strana v Chile. Strana je součástí středolevé koalice Nová většina.
Strana vznikla v červenci 1957 sloučením Sociální křesťanské konzervativní strany a Národní falangy.